# Józefów (Łask)
Pour les articles homonymes, voir Józefów.
Józefów (prononciation [ juˈzɛfuf]) est un village de la gmina de Wodzierady, du powiat de Łask, dans la voïvodie de Łódź, situé dans le centre de la Pologne.

## Administration
De 1975 à 1998, le village était attaché administrativement à l'ancienne voïvodie de Sieradz.

Depuis 1999, il fait partie de la nouvelle voïvodie de Łódź.